# Sanja Lončar
Sanja Lončar je novinarka, rođena 30. marta 1976. godine u Tomislavgradu, a od 1996. godine živi i radi u Beogradu.    
Vlasnica je i direktorka TV produkcije SL media, koja je producirala više televizijskih serijala i emisija.

## Biografija
Novinarstvom se bavi od 2003. godine, kad se zaposlila na Radio Beogradu 202. Karijeru u štampanim medijima započela je u beogradskom magazinu STATUS, u kom je radila do njegovog zatvaranja 2013. godine, nakon čega je osnovala svoju TV produkciju SL media i započela televizijsku karijeru.
Neki od TV projekata na kojima je radila: 
- Mediji u Srbiji: hronika propadanja (urednica)[2][3]
- Zoran Đinđić: hipoteka (novinarka)[4]
- Pad haških begunaca (novinarka)[5]
- Lazar (novinarka)[6]
- Silom na sedmu (novinarka)[7]
- Medijski vrisak (koautorka)[8]
- Partokratija: kancer demokratije (novinarka)[9]
- Corax: crtanje istorije (urednica)[10]
- Vladalac: politička biografija Aleksandra Vučića (koautorka-urednica)[11]
- Junaci doba zlog (urednica, rediteljka, scenaristkinja)
- Ja, Aleksandar: državni gambit (koautorka)[12]

Zbog svog profesionalnog novinarskog rada, zajedno sa koleginicom Jovanom S. Polić, u sudskom je sporu sa predsednikom Srbije Aleksandrom Vučićem. 